# Underworld (együttes)
Az Underworld angol elektronikus zenei formáció. Jelenleg két taggal rendelkeznek: Karl Hyde-dal és Rick Smith-szel. A duó már 1979-ben együtt dolgozott, zeneileg főleg a Kraftwerk hatott rájuk. A páros a walesi Cardiffból indult el. Az Underworld nevet csak 1987-ben vették fel, miután több zenész is csatlakozott hozzájuk. Az akkori felállás ez volt: Karl Hyde, Rick Smith, Alfie Thomas, Baz Allen. Amikor Hyde és Smith még csak duóban zenéltek, akkor még reggae-ihletésű dalokat játszottak, de miután az Underworld nevet vették fel és komoly zenekarrá nőtték ki magukat, elkezdtek elektromos zenét játszani, funkos illetve popos beütésekkel. A tagok többsége elhagyta a zenekart az évek alatt, így Smith és Hyde megint duóban működik. Az együttes Second Toughest in the Infants című lemeze bekerült az 1001 lemez, amit hallanod kell, mielőtt meghalsz című könyvbe.

## Diszkográfia
- Underneath the Radar (1988)
- Change the Weather (1989)
- Dubnobasswithmyheadman (1994)
- Second Toughest in the Infants (1996)
- Beacoup Fish (1999)
- A Hundred Days Off (2002)
- Oblivion with Bells (2007)
- Barking (2010)
- Barbara Barbara, We Face a Shining Future (2016)
- Drift Series 1 (2019)